# Gères
Pour les articles homonymes, voir GERES.
La Gères est une petite rivière de l'Ouest de la France et un affluent de rive droite la Devise, constituant un sous-affluent de la Charente.
Elle est située dans le nord du département de la Charente-Maritime, dans la région Nouvelle-Aquitaine.

## Hydrographie
La longueur totale de son cours d'eau est de 13,1 km.

### Données indicatives générales
La Gères prend sa source dans la commune de  Saint-Mard, traverse Surgères et conflue avec les eaux de la Devise sur la commune de Saint-Germain-de-Marencennes.
La Gères traverse un seul canton, celui de Surgères, situé dans l'arrondissement de Rochefort.

### Description sommaire du cours de la Gères
Le lieu de source de la Gères est situé dans la commune de  Saint-Mard, plus précisément au lieu-dit la Fontaine des Pèlerins, à environ un kilomètre à l'est du bourg de Saint-Mard. Ce lieu de source se situe à une trentaine de mètres d'altitude.

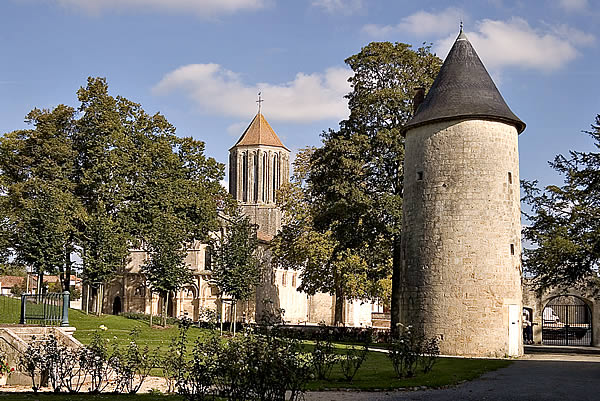
La ville de Surgères doit son nom à la rivière la Gères qui coule au pied de son site historique.

Six kilomètres après sa source, la Gères arrose la ville de Surgères à laquelle elle a donné son nom. La rivière s'écoule au Sud dans un fossé au pied du site du château de Surgères et de son enceinte fortifiée. Son cours est à 16 mètres d'altitude quand elle entre dans la ville de Surgères. Puis la rivière change brusquement de direction, en se dirigeant vers le sud, abordant le Marais de Rochefort, au site du Gué-Charreau, où son cours est alors canalisé.
Au sud de la ville de Surgères jusqu'au site du Gué-Charreau, la Gères s'écoule dans une petite vallée inondable, ayant favorisé la plantation de peupleraies et irriguant une zone de cultures maraîchères et légumières.
La Gères n'a pas d'affluent contributeur connu, mais son cours est canalisé à partir du lieu-dit le Gué-Charreau qui est un point de jonction administratif de trois communes (Saint-Germain-de-Marencennes, Landrais et Muron). Son cours prend alors le nom de canal de Charras. Il a été creusé pour assécher le Marais de Rochefort à partir du XVIIe siècle. Il sert de collecteur principal pour alimenter les eaux de la Devise, étant son affluent de rive droite.
Le canal de Charras rejoint la Charente en aval de Rochefort.

### Aménagement
La Gères a une station qualité des eaux de surface à Surgères.